# Percy Harrison Fawcett
Percy Harrison Fawcett (Torquay, 18. kolovoza 1867. – Mato Grosso, 29. svibnja 1925.), britanski istraživač i kartograf. Na prvu ekspediciju za Južnu Ameriku otišao je 1906. godine da kao kartograf pomogne u graničnoj arbitraži između Brazila i Bolivije. Fawcett je tom prilikom čuo da dublje u džungli postoji zlatni grad, kojeg je on nazvao Z. Nakon obavljenog posla vraća se u Englesku, nakon čega je poduzeo još nekoliko ekspedicija kao bi pronašao grad Z. Na svom posljednjem putovanju, 1925., na koje je krenuo sa svojim sinom Jackom, nestao je u prašumama Mato Grossa. Ova ekspedicija imala je svega tri člana, uz njega i sina u njoj je bio i njegov prijatelj Raleigh Rimell. Posljednji put javio se pismom svojoj supruzi u Englesku iz “Logora mrtvog konja”.
Percy H. Fawcett, bio je oženjen suprugom Ninom, rođenoj na Cejlonu, s kojom je stupio u brak u siječnju 1901., a prvi puta ju je vidio u mjestu Galle kasnih 1880-ih godina. S njom je imao troje djece, dva sina i kćer. Nakon posljednjeg pisma koje je stiglo 1925. godine, Nina je ostatak života, sve do svoje smrti 1954., živjela u nadi da će se njih dvoje vratiti.
U potragama za Fawcettovom ekspedicijom i što se s njom dogodilo smrtno je stradalo blizu 100 ljudi, ali njegovi ostatci nisu nikada pronađeni. Među stradalima je i Orlando Villas Bôas, koji je pronašao jedan grob kod plemena Kalapálo, a za kosti koje su bile u njemu kaže da su pripadale Fawcettu, ali je znanstveno ustanovljeno da nisu njegove.
Fawcettova kći Joana odselila se u Švicarsku, udala se, i ima dvije kćeri, stariju Valerie, koja je umrla 1985., i Rolette.
- P. H. Fawcett
- Plan puta i postaje Fawcettove ekspedicije
- Orlando Villas Bôas s dva Kalapálo Indijanca i kostima za koje kažu da su Fawcettove, ali je znanstvena analiza pokazala da kosti pripadaju nekome drugom[2].

## Obitelj
- Nina Agnes Paterson (1871.?-1954.), supruga[3]
- Jack Fawcett (1903.-c. 1925.), stariji sin[3]
- Brian Fawcett (1906. – 1984.) mlađi sin[3]
- Joan Fawcett (1910. – 2005.), kći[3]